# Vyšehrad kazamatái
Vyšehrad kazamatáit (Vyšehradské kasematy) az 1650-es évek második felében épített barokk erőd korszerűsítésére építették az osztrák örökösödési háború idején. Tényleges katonai alkalmazásukra nem került sor. A folyosórendszer megmaradt részeit turisztikai célra hasznosítják.

## Történetük
Vyšehrad újkori katonai célú átalakítását 1654-ben kezdték el különféle téglaépítményekkel. A dombot város erődítésének részeként barokk erőddé alakították.
A kazamatarendszert az első sziléziai háborúban a várost elfoglaló bajor–szász–francia csapatok építették ki. Használatukra azonban nem került sor, ugyanis a körülzárt, éhező franciák 1742. december 16. 17. közti éjjelen kitörtek az ostromlott városból, majd a hátramaradt védők december 26-án megadták magukat.
A második sziléziai háború elején a poroszok foglalták el a várost. Elkezdték bővíteni a kazamatarendszert, de utánpótlási gondjaik miatt hamarosan kénytelenek voltak visszavonulni Észak-Csehországba. 1744 novemberében, amikor a poroszok elhagyták Prágát, fel akarták robbantani az erődöt. Ehhez 133 hordó lőport helyeztek el a folyosókon, és a robbantó szerkezet két kapcsolóját az utolsó katonának kellett volna működésbe hoznia. Három bátor vysehradi férfi azonban lement a kazamatákba, ahol megtalálták és hatástalanították a kapcsolókat. Bátor tettüket Mária Terézia járadékkal jutalmazta.
A poroszok által megkezdett építkezést a visszatérő osztrákok folytatták, illetve fejezték be.
Katonai használatukra soha nem került sor. A már több mint 200 éves, ódon erődítések nagy részét 1866-ban lerombolták. Csak néhány bástyafal maradt meg, ezek tetején kellemes sétányt alakítottak ki. A kazamatarendszer megmaradt darabját feltárták és részben kiépítették.

## Felépítésük
Az erődfalakba épített ágyúállásokat körülbelül 2 méter magas és 1,5 méter széles folyosók kötik össze. Az egykor kiterjedt folyosórendszerből a látogatók most körülbelül 1 kilométert járhatnak be — közte a Gorlice teremmel, ahol a katonák gyülekezőhelye volt. Itt szobrokat állítottak ki, köztük néhányat a Károly híd eredeti szobrai közül.
A rendszer eredeti villanyvilágítását a híres cseh feltaláló, villamosmérnök és vállalkozó Frantisek Krizik építette. Bár a rendszer már nem működik, fennmaradt darabjai megtekinthetők.

## Látogatásuk
Nyitvatartás:
- április–október: mindennap 9:30-18:00
- november–március: naponta 9:30-17:00

Belépődíjak 2024-ben:
- alap 30 CZK,
- kedvezményes 20 CZK,
- családi 60 CZK,
- 6 éves kor alatt ingyenes.

A folyosórendszer akadálymentesen bejárható, de célszerű kísérővel menni, mert a padló egyenetlen.